# Drosophila khaoyana
Drosophila khaoyana este o specie de muște din genul Drosophila, familia Drosophilidae, descrisă de Bock și Wheeler în anul 1972.
Este endemică în Thailand. Conform Catalogue of Life specia Drosophila khaoyana nu are subspecii cunoscute.